# Зірченко Сергій Петрович
Сергій Петрович Зірченко (рос. Сергей Петрович Зирченко нар. 28 листопада 1964, Ашгабат, Туркменська РСР — пом. 2 грудня 2007, Одеса, Україна) — радянський, російський та український футболіст, півзахисник. Майстер спорту (1987).

## Життєпис
Уродженець туркменського Ашгабата, Зірченко початок кар'єри провів в узбецьких клубах «Наримановець» (1982-1983) та «Зірка» Джизак (1983-1985). У 1986-1989 роках грав за одеський «Чорноморець», провів у вищій лізі 31 поєдинок, забив 1 гол. Потім виступав за нікопольський «Колос» (1990) і тираспольський «Тилігул» (1991). У 1992 році повернувся в «Чорноморець», але незабаром перебрався в Росію, де грав за «Терек» (1992-1993), «Ерзу» (1994) й «Зеніт» (Санкт-Петербург) (1995), в якому й закінчив професійну кар'єру.
Помер 2 грудня 2007 року в Одесі.

## Досягнення
- Кубок України
  -  Володар (1): 1992

- Список найкращих футболістів УРСР: 1988 — № 3 (півзахисник)

У сезоні 1991 року, в складі команди «Тилігул» (Тирасполь) став володарем малих срібних медалей чемпіонату СРСР. Команда посіла друге місце в союзному чемпіонаті Першої ліги і отримала, вперше в своїй історії, право виходу до вищої ліги. Однак, так і не зіграла у вищому дивізіоні чемпіонату СРСР, через розпад Радянського Союзу й припинення проведення союзного чемпіонату.